# Kiriko Arraun Kirol Elkartea
Kiriko Arraun Kirol Elkartea (Club Deportivo de Remo Kiriko en euskera) es un club de remo de San Sebastián, fundado en 1997.

## Uniforme
Los colores del club de remo son el blanco, el rojo y el negro.

## Historia
La creación del club Kiriko está estrechamente ligada al Club Deportivo Fortuna. Originariamente, Kiriko fue creado en 1997 como estructura federativa para que Fortuna compitiera con una segunda tripulación en los campeonatos. Como es sabido, en los campeonatos cada club puede competir con una única tripulación, por lo que en el mundo de remo es habitual usar el paraguas de otro club (incluso creado ad hoc) para competir con más de una.
En 2010, un grupo de remeros tuvo ciertos problemas con la sección de remo de Fortuna, decidieron abandonar dicho club y remar formalmente en el club Kiriko, rompiendo la conexión entre ambos clubs. Pasaron a Kiriko todos los remeros de categoría senior, quedándose sólo los veteranos en Fortuna.
Posteriormente, se crearon secciones senior, junior y veteranos en Kiriko. En remo de banco fijo, compiten en bateles y trainerillas, mientras que en la modalidad de trainera sus remeros se suman a la trainera unificada Donostiarra, como los demás clubs donostiarras.
También trabaja en la modalidad de remo de banco móvil.